# Ernst Löschner (Chorleiter)

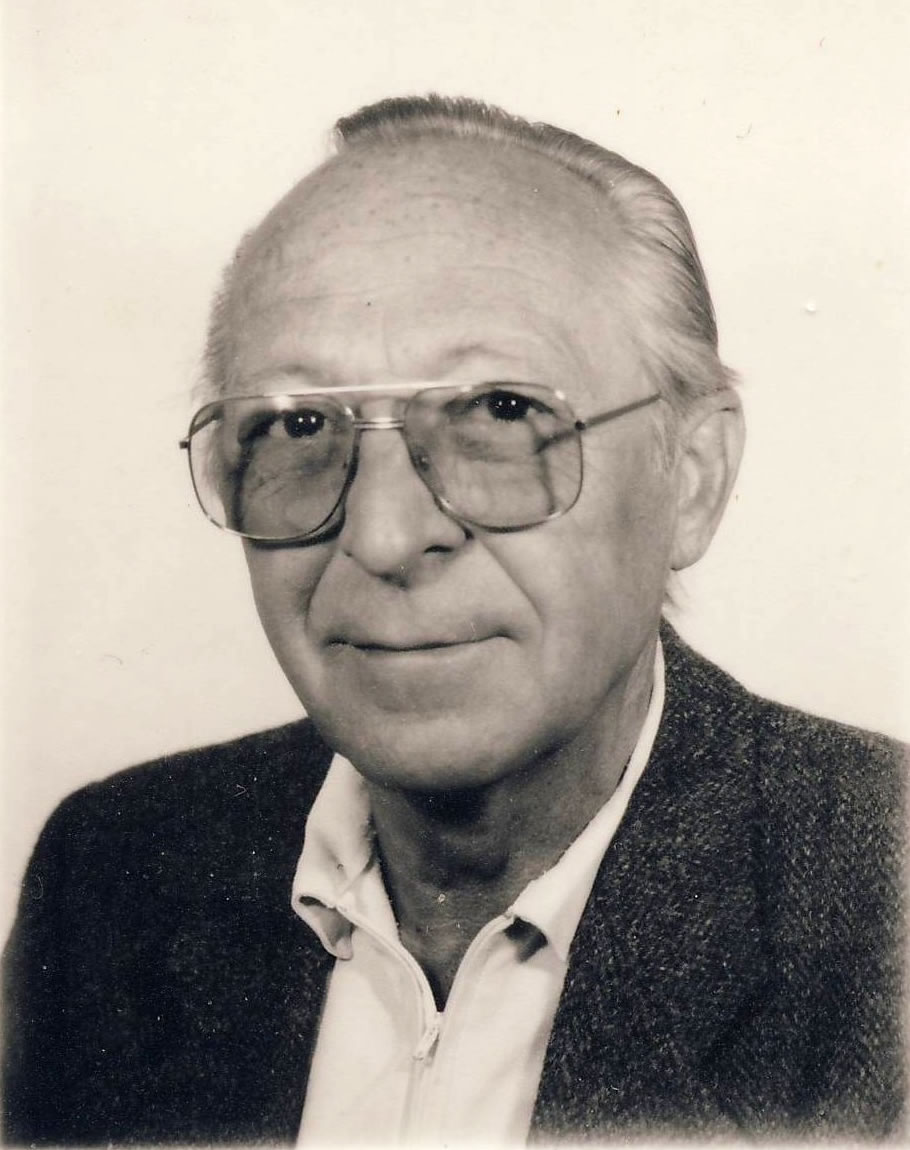
Ernst Löschner

Ernst Löschner (* 20. Juni 1929 in Saaz, Tschechoslowakei) ist ein ehemaliger deutscher Chorleiter in Hamburg. Er engagierte sich auf dem Gebiet der Liedgutpflege.

## Leben
Ernst Löschner sowie seine Ehefrau Ingrid, geb. Preiß, entstammen einer „Lehrerdynastie“ aus dem Egerland. In Saaz besuchte Löschner die Volksschule und das Gymnasium. Mit 16 Jahren wurde er in die Deutsche Wehrmacht eingezogen. Nach amerikanischer und französischer Kriegsgefangenschaft absolvierte er von 1946 bis 1949 ein Lehrerstudium in Bamberg. Da keine Planstelle in Bayern verfügbar war, ging er in den Hamburger Schuldienst. Er unterrichtete dort bis zur Pensionierung größtenteils an der Fachoberschule der Polizei.
Das Ehepaar Löschner feierte am 21. Juli 2016 Diamantene Hochzeit und hat zwei Söhne.

## Lebenswerk und Ehrenamt

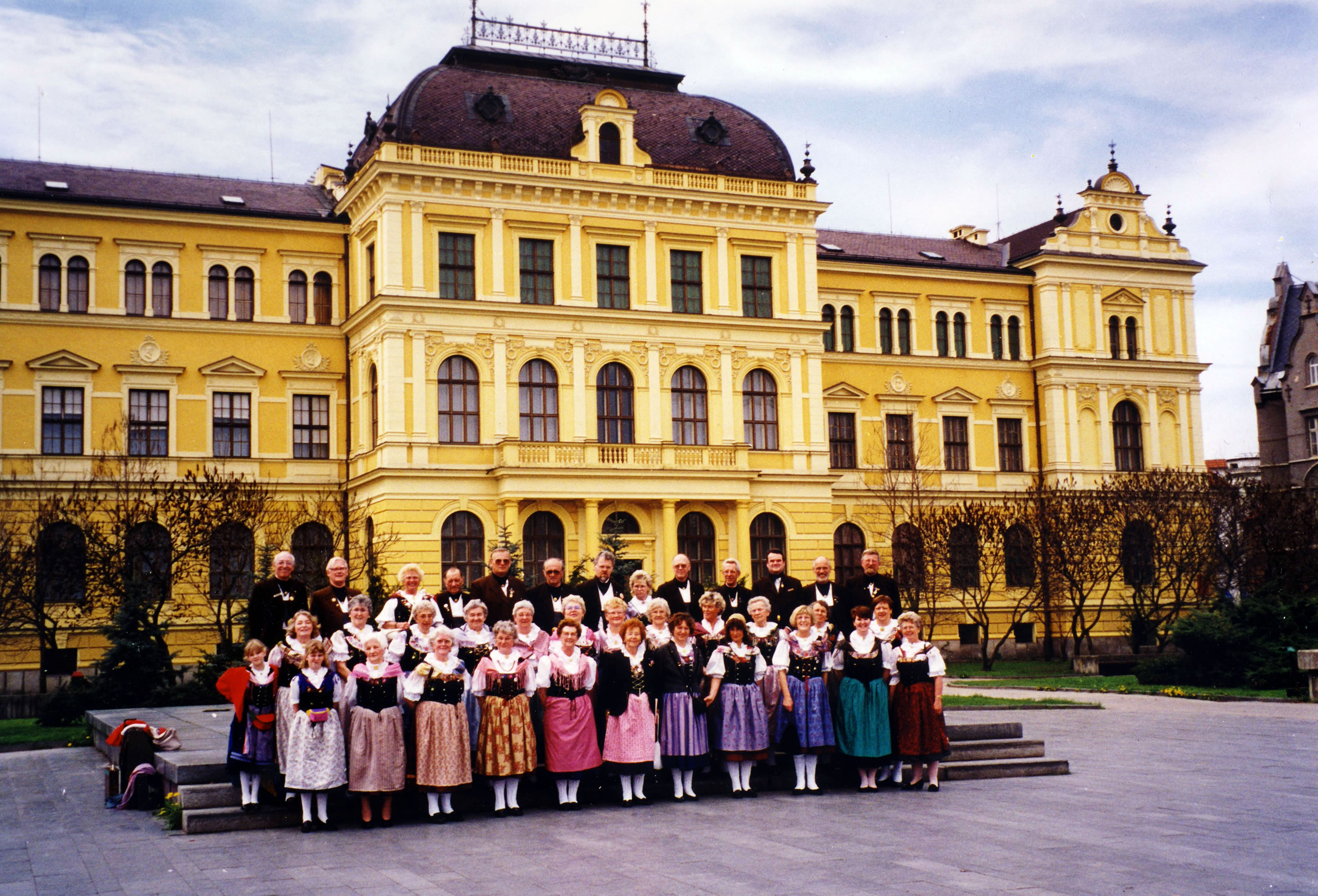
Ernst Löschner mit seinem Chor in Budweis

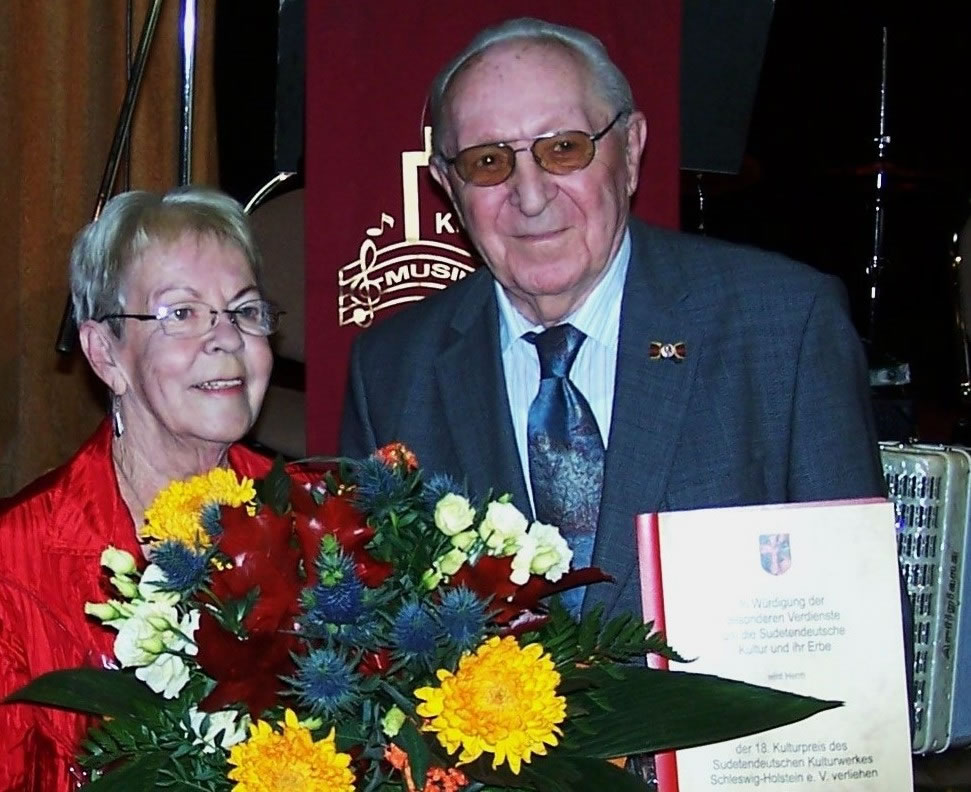
Ernst Löschner erhält den Kulturpreis von Marion Baumgartl

Fast ein halbes Jahrhundert leitete Ernst Löschner den von ihm 1960 in Hamburg gegründeten Heimatchor der Eghalanda Gmoi z' Hamburg. Der Chor hatte 450 Auftritte, unter anderem in Italien, Belgien, Frankreich, Österreich, der Schweiz, Ungarn und Dänemark. Nach der politischen Wende waren insbesondere Tschechien und die Slowakei mit ihren ehemaligen deutschen Siedlungsgebieten, dem Böhmerwald, dem Erzgebirge, dem Riesengebirge, Mähren und dem Egerland Ziel der Besuche und Auftritte. Hier wurden mithilfe der Musik Kontakte zu den in der Heimat verblieben Deutschen aufgenommen, aber auch mitgeholfen, das Verhältnis zwischen Deutschen und Tschechen im Sinne des europäischen Gedankens zu normalisieren. Der Chor löste sich 2004 aus Altersgründen der Mitglieder auf.
Zum Repertoire des Chores gehörten nicht nur Egerländer Lieder, sondern auch Volkslieder aus dem gesamten deutschsprachigen Raum und aus mehreren europäischen Ländern – zum Teil in ihrer originalen Sprache.
1967 spielte der Chor eine Schallplatte bei dem Label EUROPA mit dem Titel Teure Heimat ein. Diese Langspielplatte (E 142) enthält 18 Titel u. a. mit Jost Jus als Gesangssolist und Anton Vradec an der Zither. Auf der Schallplatte E 155 Klänge der Heimat – Egerland und Erzgebirg‘ steuerte der Chor 17 Titel bei.

## Ehrungen
Ernst Löschner erhielt für sein Engagement die folgenden Ehrungen:
- Silberne Ehrennadel des Bundes der Vertriebenen
- Großes Ehrenzeichen des Bundes der Eghalanda Gmoin
- Goldene Nadel und Rudolf-Lodgman-Plakette der Sudetendeutschen Landsmannschaft
- 18. Kulturpreis des Sudetendeutschen Kulturwerks Schleswig-Holstein[4][5]